# Station Pfronten-Steinach
Station Pfronten-Steinach is een van de drie stations in Pfronten, naast Pfronten-Ried en  Pfronten-Weißbach, waarvan de laatste alleen nog een halte is. Het station werd op 16 december 1905 tegelijk met het deeltraject Pfronten-Ried–Reutte in Tirol van de Außerfernbahn geopend.  Het ligt aan de Duitse kant van de grens met Oostenrijk waar station Vils ligt. 

## Station
Naast het hoofdspoor is slechts een uitwijkspoor beschikbaar met elk een zijperron. Het perron van het hoofdspoor (spoor 2) ligt direct naast het stationsgebouw, het andere ligt tussen de beide sporen en is via een overweg aan de oostkant bereikbaar. Vroeger lag er langs het stationsgebouw en de goederenloods nog een spoor (spoor 1) voor laden en lossen van goederen. De seinen en wissels worden vanuit het seinhuis in Durach aangestuurd. Sinds december 2021 is spoor 3 geëlectrificeerd.

## Treinverkeer
Vroeger vonden in het station paspoort en grenscontroles plaats en daarom had het station een douanekantoor. In 1998 kwam hier een eind aan op grond van van het verdrag van Schengen. 
Het station wordt bediend door de RB 73 naar Kempten (Allgäu) Hauptbahnhof en de S7 naar Ehrwald (Zugspitzbahn)

## Toerisme
Het station wordt gebruikt door toeristen voor de Breitenberg, die de kabelbaan nemen bij het dalstation aan de overkant van de straat. Verder is het station het startpunt van wandelingen in het gebied, zoals naar de ruïne van kasteel Falkenstein of langs de Vils naar Oostenrijk. In het oude douanekantoor is een tentoonstelling met modelbaan van de Modelleisenbahnfreunde Pfronten.te zien.